# Autosampler

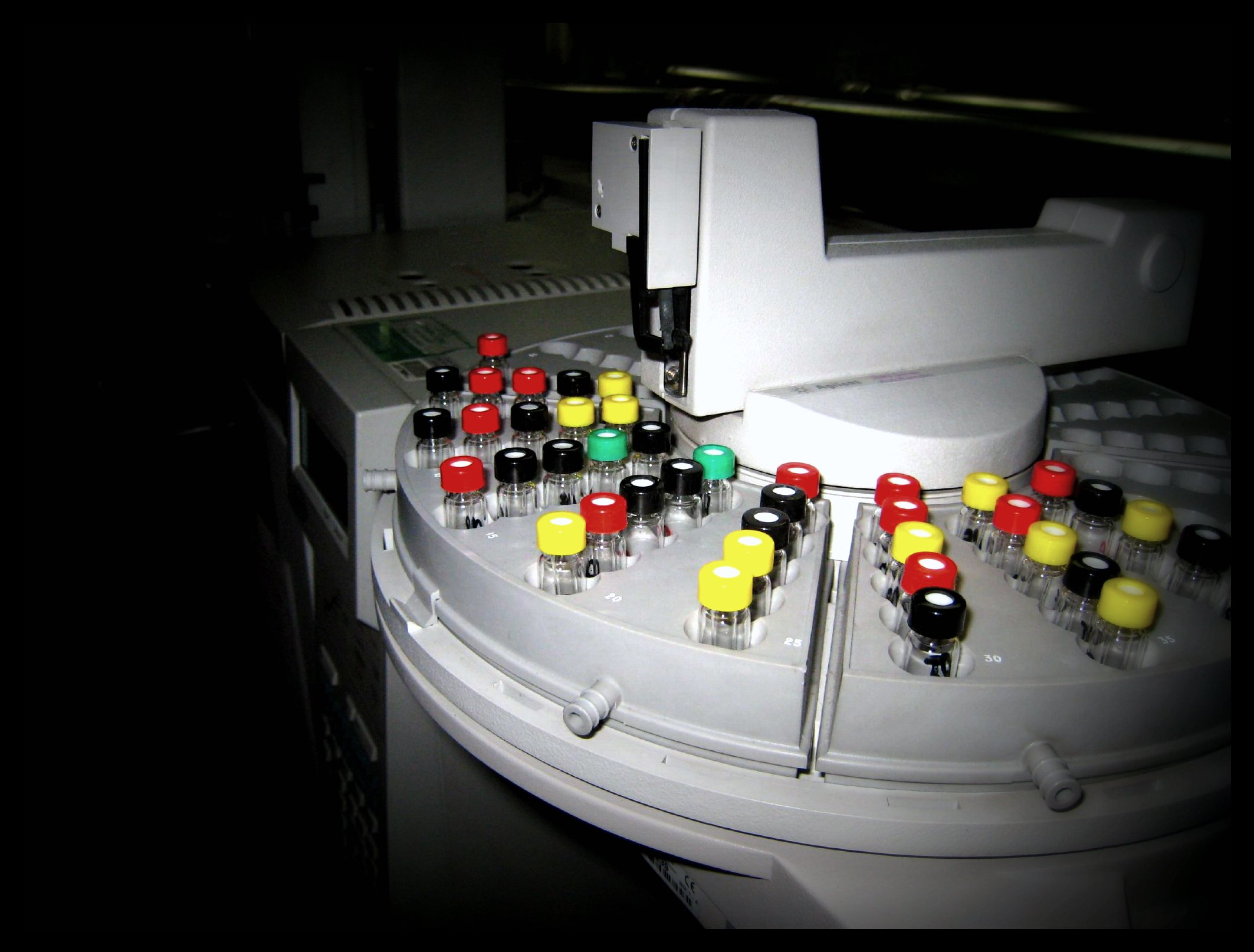
Autosampler an einem Gas-Chromatograph mit Probenkarusell

Ein Autosampler ist ein Gerät, das automatisch Laborgeräten wie Chromatographen und Spektrometern Proben zuführt. Es gibt ihn in verschiedenen Bauweisen, wobei am häufigsten ein Probenkarusell zum Einsatz kommt. Die Probenkapazität reicht von einigen wenigen, bis mehreren tausend Proben. Je nach Ausführung können Autosampler auch Probenvorbereitungen, wie Temperieren und Verdünnen vornehmen.